# Cominella glandiformis
Cominella glandiformis es una especie de molusco gasterópodo de la familia Buccinidae.

## Distribución geográfica
Se encuentra en Nueva Zelanda